# 拓棋
拓棋（Pasang），原文在巫語是漲潮之意，是流行於汶萊的兩人棋類。

## 棋具
- 棋盤為十一橫十一豎的橫直線交叉，另有兩對角線條，但是棋盤中間點不使用，也無任何線交過,組成共一百二十個棋點。

- 黑白兩色棋子，各六十枚，屬中立方。

- 兩方各有一枚棋子，以紅、藍色分別敵我，稱為喀（Ka）

## 規則
- 為有利解釋，需定義以下現象：
  - 鬆連：指棋子們排列成一直虛線，該些棋子間可有數量不等的空點。
  - 緊連：指棋子們排列成一直實線，該些棋子間可不可有空點。
  - 丁吃：棋子移動至某棋點後，以該點為座標原點，沿移動方向垂直的兩直線方向檢查有何色棋子與己棋在該線上成鬆連狀態，棋子間不可有其他色棋子，並且該色棋子兩向方的總數量(有可能一方向是零)為單數，則把後者全移除作為分數。若兩色都符合，任選一色移除作分數。

- 將黑白棋子皆放在棋點上，其排法有各種對稱形狀可選。喀先置於各方手中。

- 雙方第一著，任選一縱列、然後在該列中從己方第一橫行為始的五枚緊連棋子移出棋盤，作為己方分數。因此步驟空出的行，稱為路。

- 雙方第二著，選擇從己方製造出的路兩縱列旁的十枚中換掉一枚，改換自己的喀。

- 雙方第三著與以後，輪流移動己方的喀，每著都必須吃子取分。

- 喀依縱橫方向移動，距離不限，途中不得有子，採用丁字吃子。不得跨越或停駐於棋盤中央棋點。

- 若某方的喀無法吃子，而且棋盤上仍有黑白棋子，則該方輸掉此遊戲。

- 若棋盤上無任何黑白棋子，則計算兩方的得分數。黑色棋子算一分，白色兩分。以高分者獲勝[2]。

## 外部連結
- 遊戲介紹 （页面存档备份，存于）
- 遊戲下載
- 棋具照片